# بركات بن أحمد القسنطيني
سيدي بركات بن أحمد بن محمد العروسي القسنطيني (؟ - ق. 897 هـ/ 1492 م) شاعر وناثر صوفي مغاربي من أهل القرن الخامس عشر الميلادي/ التاسع الهجري. ولد في قسنطينة (الجزائر) التابعة للدولة الحفصية آنذاك. كرّس حياته للمديح النبوي. ألّف كتابين بناهما على الصلاة على النبي محمد وعلى الوعظ والإرشاد. وهما «وسيلة المتوسلين بفضل الصلاة على سيد المرسلين» و«تذكرة الغافل ونصرة الجاهل» والكتاب الأخير يسمى أحيانا «كتاب المجالس» فقط فكانت تقرأ في الزوايا كل ليلة جمعة. 

## سيرته
هو بركات بن أحمد بن محمد العروسي القسنطيني. سنة ولادته غير واضحة. ولد في قسنطينة. كان من المعاصرين لمحمد بن محمد الفراوسني، وعيسى بن سلامة البسكري. 

يقال أنّه كان كاتبًا لدى باي قسنطينة «فمرّ ذات يوم راكبًا على بغلة فسقط منه القلم، فطلب من أحد المارّة أن يناوله إيّاه فرفض ذلك وقال له أنت من أعوان الظلمة وأنا لن أساعدك حتى لا أعينك على معصية..فكان ذلك سببا في توبته ورجوعه إلى الله.»

كتب في المواعظ وتنبيه، وعرفت عنه المجالس التي كتبها في الصلاة على‌ النبي محمد، فكانت تقرأ في الزوايا كل ليلة جمعة. له جامع بقسنطينة يعرف باسمه جامع سيدي بركات العروسي، توفي قبل سنة 897 هـ/ 1492 م، ودفن بزاويته في جامع، وهو أول جامع دخله جيش الفرنسي، وكان موقعه بناحية الزرع القديمة بقسنطينة، وهو أول مسجد هدمت سنة 1897 ولم يبق له.

## مهنته

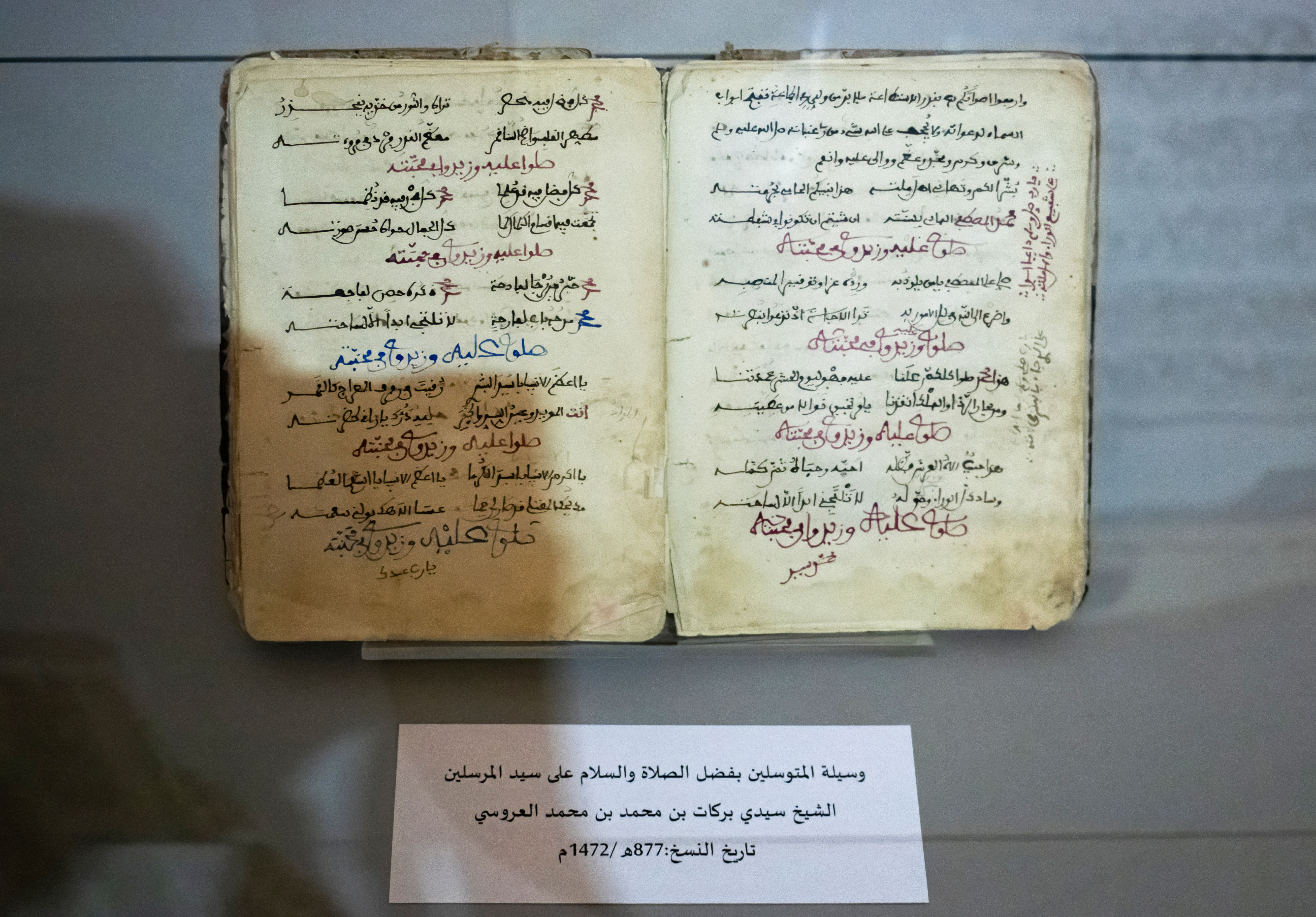
مخطوط وسيلة المتسولين بفضل الصلاة و السلام على سيد المرسلين، تاريخ النسخ : 877 هجري/1472 ميلادي. متحف تلمسان للخط الإسلامي

هو من علماء الصوفية القسنطينيين في القرن التاسع الهجري.  ألّف كتابين بناهما على الصلاة على النبي محمد وعلى الوعظ والإرشاد وهما «وسيلة المتوسلين بفضل الصلاة على سيد المرسلين» و«تَذْكِرَة الغافل ونصرة الجاهل» والكتاب الأخير يسمى أحيانا «كتاب المجالس» فقط فكلاهما مؤلف من مجموعة من المجالس من أربع وعشرين مجلسًا وكل مجلس عبارة عن فضل الصلاة على النبي وتشويق للسامع، وقصيدة من المؤلف في مدح النبي وهو في كل مجلس يوجه الكلام للمخاطبين بعبارات دينية وعظية مثل: «صلوا يا إخواني»، أو «صلوا على المصطفى يا كل من سمع». والعبارة الأخيرة يرددها باستمرار. وتحدث في الكتاب أيضا على فضائل الرسول ومعجزاته. وقد حدد يوم الجمعة لكل مجلس. وقد ألّف «وسيلة المتوسلين» تقرّبا إلى الله بالصلاة على النبي محمد، و فيه ثناء وصلاة على محمد نثرًا ونظمًا، جعله أربع وعشرين مجلسًا، كلّ مجلسه يبتدئه بالصلاة على محمد وذكر مناقبه نثرًا، والاستدلال على ذلك ببعض الحوادث والمعجزات التي وقعت في السيرة النبوية وفائدة الصلاة عليه، ثمّ يتبع ذلك بشعر يمدحه به ويثني عليه فيه. ومن شعره:

## مؤلفاته
- «وسيلة المتوسلين في الصلاة على سيد المرسلين»
- «تذكرة الغافل وتبصرة الجاهل»، ويسمى أحيانًا كتاب المجالس.